# 羊塔克库都克站
羊塔克库都克站（維吾爾語：يانتاققۇدۇق بېكىتى‎，拉丁维文：Yantaqquduq békiti）是南疆铁路的一个车站，位于新疆维吾尔自治区阿克苏地区新和县、温宿县和拜城县交界，距吐鲁番站879公里，距喀什站558公里，现为中国铁路乌鲁木齐局集团阿克苏车务段所辖的五等中间站，仅办理列车的到发及会让业务，日均接发列车约70列。本站与珠恩嘎达布其站是目前中国铁路系统内站名最长的车站。“羊塔克库都克”为维语音译，意为“生长骆驼刺的地方”。
该站于1998年12月1日启用。2012年进行了扩建，新增道岔11组，拆除道岔4组；站改后股道增至4股，股道有效长度增至855米。
阿克苏工务段羊塔克线路工区和库尔勒电务段羊塔克库都克电务工区驻于该站。